# Vergani Racing
Vergani Racing – były włoski zespół wyścigowy, założony przez Francesco Marziego. Ekipa startowała do 2004 roku w Mistrzostwach World Series by Nissan. W latach 2003–2004 zespół pojawiał się również na starcie World Series Light. Siedziba  zespołu znajdowała się w Roncello nieopodal Mediolanu.
W World Series by Nissan ekipa nigdy nie zdołała zdobyć mistrzowskiego tytułu, choć dwukrotnie było bardzo blisko. W sezonie 2001 Tomas Scheckter uplasował się na drugim miejscu w klasyfikacji końcowej, zaś ekipa ukończyła sezon z tytułem wicemistrzowski. Rok później o tytuł mistrza serii otarł się Włoch Matteo Bobbi, a zespół był trzeci.